# 塞萨尔·阿斯皮利奎塔
塞萨尔·阿斯皮利奎塔·坦科（西班牙語：César Azpilicueta Tanco，1989年8月28日—）是一名西班牙職業足球员，司职後衛。西班牙國家足球隊成員。

## 俱樂部生涯
阿斯皮利奎塔在家乡球队奥萨苏纳开始自己的职业生涯。2010-11赛季，他转投法国足球俱乐部马赛。2012年夏天，阿斯皮利奎塔转会至切尔西。
2021年5月29日，2020–21賽季歐冠決賽切爾西以一球擊敗曼城，阿斯皮利奎塔以隊長身分捧起歐冠獎盃。
在贏得世冠盃與歐洲超級盃後，阿斯皮利奎塔成为第一个也是唯一一个在俱乐部赢得所有主要奖杯的切尔西球员。
2023年1月21日，阿斯皮利奎塔在對利物浦的聯賽中上陣了他在車路士的第500場比賽。成為俱樂部歷史上第六位達到這一里程碑的球員（也是第一位外國人）。
2023年7月，離開切爾西後，阿斯皮利奎塔時隔13年後重返西甲，並與马德里竞技簽訂了一份為期一年的合約。

## 國家隊生涯
国家队方面，2014年世界杯、2016年欧洲杯、2018年世界杯、2020年歐洲國家盃、2022年世界杯，阿斯皮利奎塔均代表西班牙征战。
2021年6月23日，阿斯皮利奎塔在2020年歐洲國家盃分組賽5-0大勝斯洛伐克的比賽中首發，西班牙隊最終以小組排名第二晉級十六強賽，這也是他兩年多來首次為國家隊上場。6月28日，阿斯皮利奎塔在十六強賽對陣克羅埃西亞的比賽打進了他在西班牙国家足球队的第一個進球。

## 個人生活
2021年11月，阿斯皮利奎塔入圍2021年金球獎。
2023年6月，阿斯皮利奎塔在他的Instagram頁面上宣布，他已成功完成並獲得哈佛商學院娛樂、媒體和體育專業的商業學位。

## 生涯統計

### 國家隊進球
最後更新：2021年6月28日
| #  | 日期       | 比賽場地                 | 對手 | 比分 | 賽果         | 賽事             |
| -- | ---------- | ------------------------ | ---- | ---- | ------------ | ---------------- |
| 1. | 2021.06.28 | 丹麥, 哥本哈根, 公園球場 |      | 2-1  | 5-3 (延長賽) | 2020年歐洲國家盃 |

## 榮譽

### 球會
切爾西
- 歐霸盃 冠軍：2012/13年、2018/19年
- 英格蘭聯賽盃 冠軍：2014/15年
- 英格蘭超級聯賽 冠軍：2014/15年、2016/17年
- 英格蘭足總盃 冠軍：2017/18年
- 欧洲冠军联赛 冠軍：2020–21年[3]
- 歐洲超級盃 冠軍：2021年[10]
- 国际足联俱乐部世界杯 冠軍：2021年

### 個人
- 切尔西年度最佳球員：2013/14年[11]
- 欧足联欧洲联赛賽季最佳陣容：2018/19年
- 欧洲冠军联赛賽季最佳陣容：2020/21年[12]

## 外部連結
- 足球数据库：塞萨尔·阿斯皮利奎塔的球员统计数据
- Soccerway資料庫：塞萨尔·阿斯皮利奎塔
- Chelsea 官方资料
- BDFutbol 轮廓 （页面存档备份，存于）
- Futbolme 轮廓 （页面存档备份，存于） （西班牙文）
- César Azpilicueta – 法國職業足球聯賽数据 – 支持法语（已存档）
- 塞萨尔·阿斯皮利奎塔 – FIFA國際賽競賽紀錄 (存檔)
- Transfermarkt 轮廓 （页面存档备份，存于）